# Leeuwenburg (Amsterdam)
Het kantorencomplex Leeuwenburg is een gebouw in de Nederlandse stad Amsterdam. Van 1998 tot september 2022 was een gedeelte van de Hogeschool van Amsterdam er gehuisvest.

## Gebouw
Nadat de Blookerfabriek was gesloopt kon op een driehoek tussen het Amstelstation, de oorspronkelijke monding van de Weespertrekvaart en de Van der Kunstraat/Goudriaanstraat een kantoorkolos gebouwd worden. De ontwerpers van het gebouw dat aan de noordkant van de Weesperzijde kwam te staan waren Zanstra, Gmelig Meyling en De Clercq Zubli. Het complex kreeg het uiterlijk van een hoge toren (oorspronkelijk met kamerkantoren) en een lager gedeelte (oorspronkelijk met kantoortuinen). Het gebouw bestaat uit 14 verdiepingen, plus een technische ruimte op de 15de; gestapeld op een parkeergarage. Het gebouw vertoont kenmerken van de bouwstijlen brutalisme en structuralisme.
Het complex kreeg de naam Amstelcentrum mee, maar al voor de oplevering was die gewijzigd in Leeuwenburg. Het werd ontwikkeld door de BV Onroerende Goederen Maatschappij De Omval. Het plan was het gebouw na oplevering te verhuren. In 1976 kocht de Rijkspostspaarbank dat elders in de stad uit haar gebouwen groeide Amstelcentrum/Leeuwenburg aan. De RPS bracht er ook een onderdeel van de Postgiro onder.

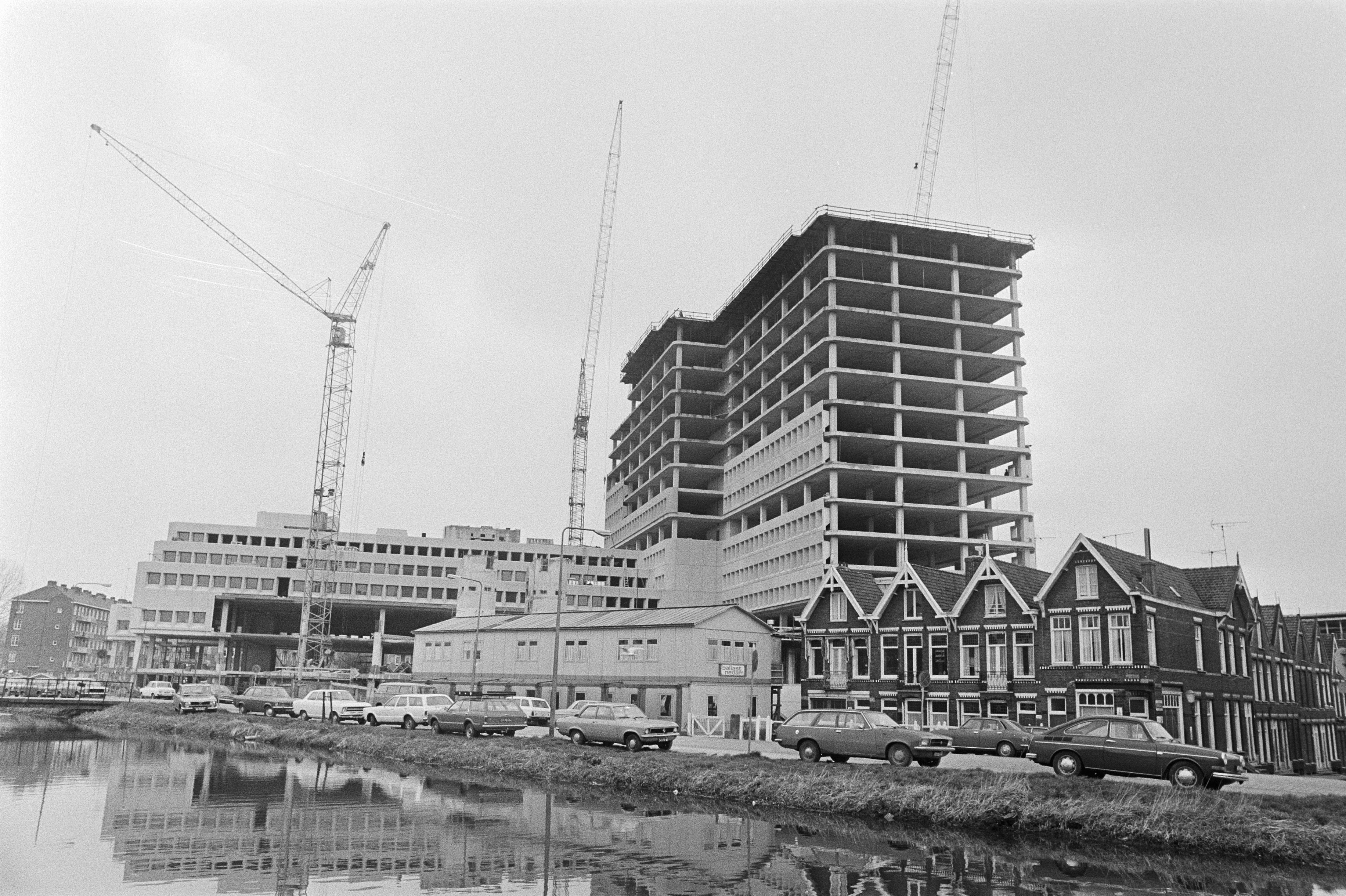
Leeuwenburg tijdens de bouw in januari 1976 met het later gesloopte woonwijkje op de voorgrond.

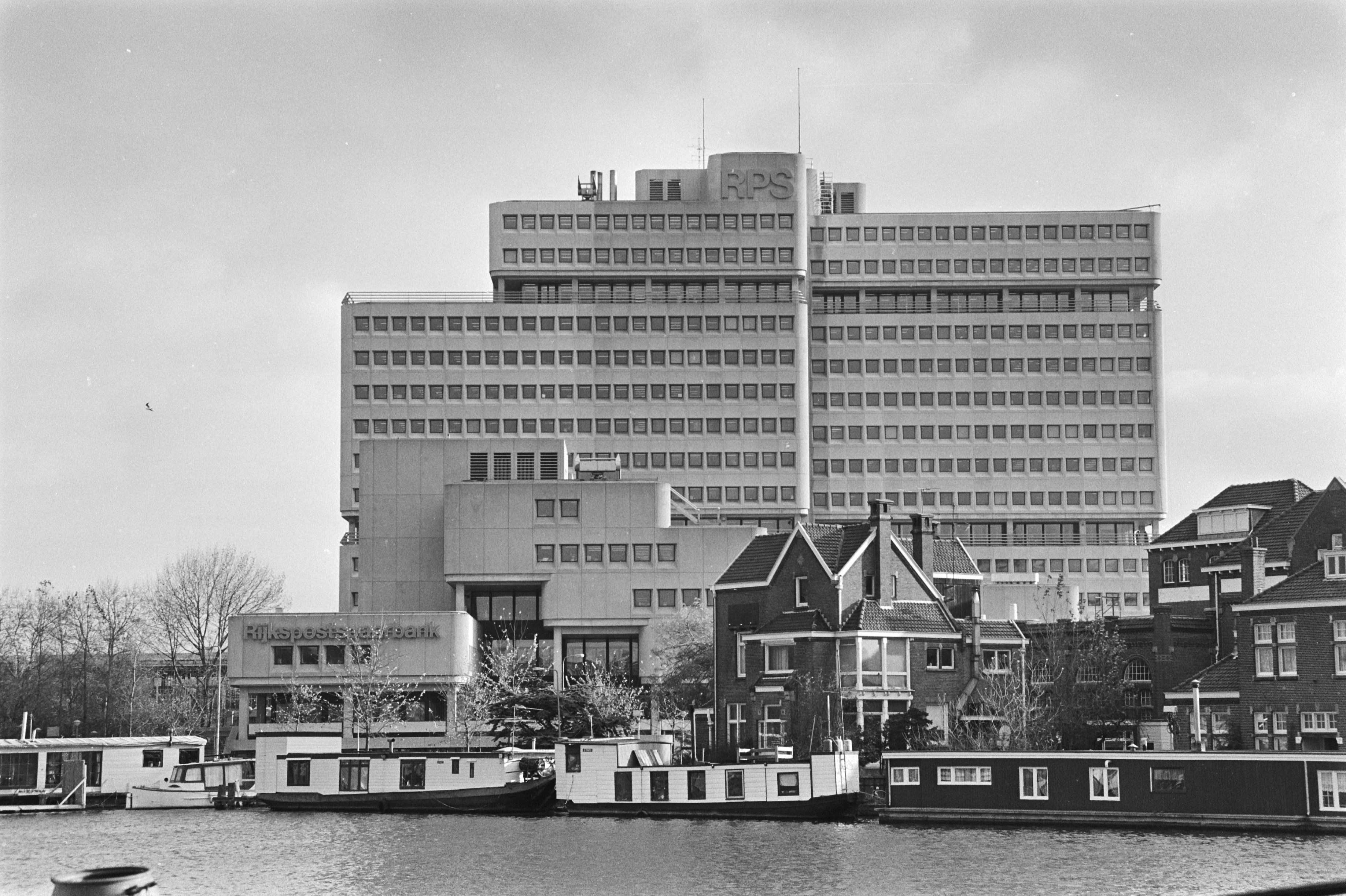
Leeuwenburg gezien vanaf de Amstel, met de Weesperzijde op de voorgrond; 5 november 1981.

Het Amstelstation kreeg in 1979 ook een ingang aan de westzijde waardoor het gebouw direct vanuit het station bereikbaar werd en niet meer hoefde worden omgelopen.
Ten zuiden van het complex bleef nog enige tijd een woonwijkje met onder andere de Amstelhoekstraat staan in de zuidelijke punt van de genoemde driehoek. Dit wijkje maakte tussen 1987 en 1994 plaats voor onder meer de Rembrandttoren naar een ontwerp van opnieuw Peter de Clercq Zubli en Tom van de Put (ZZDP).
In de jaren negentig werd het kantoor te groot voor de toenmalige Postbank en kwamen delen leeg te staan, alhoewel er op de begane grond nog wel een filiaal bleef. In 1998 verhuisde een deel van de opleidingen van de Hogeschool van Amsterdam naar het gebouw. In 2016 werd het gebouw deels gebruikt door de opleidingen van de Faculteit Techniek van de HvA en deels als huisvesting van enkele stafafdelingen van de Hogeschool van Amsterdam en Universiteit van Amsterdam.

## 21e eeuw
Het gebouw riep vanaf de oplevering gemengde gevoelens op; de een vond het lelijk; de ander een voorbeeld van de stijl brutalisme, een stroming waarin relatief weinig gebouwen in Nederland aangetroffen worden. Deze uiteenlopende meningen kwamen in 2018 weer aan de oppervlakte, toen er plannen waren om het laagbouwdeel van Leeuwenburg te slopen om plaats te maken voor een hoge nieuwbouwtoren.
De Erfgoedvereniging Bond Heemschut had een andere visie. Het brutalisme kent internationaal in architectuurkringen een opwaardering; in Londen worden er aparte stadswandelingen voor georganiseerd. Het beperkte oeuvre in Nederland zou mede daarom niet aangetast mogen worden. Een procedure is samenwerking met Stadsdeel Oost om het gebouw tot gemeentelijk- of rijksmonument aan te wijzen, strandde bij de centrale stad, die meer urgentie zag in de benodigde woningbouw. ZZDP Architecten (een van de Z's is van Zanstra) begeleidt de bouw.
Nadat de Hogeschool van Amsterdam was vertrokken begon in november 2022 de sloop van het binnenwerk het gebouw. In november 2024 werd bekendgemaakt dat de sloopplannen hadden plaatsgemaakt voor renovatie. Het bleek dat de fundering van Leeuwenburg de nieuwbouw niet kon dragen, waardoor de combinatie sloop en nieuwbouw te kostbaar werd. Daarom bleef het gebouw staan. In de periode 2025-2030 wordt een grootscheepse renovatie uitgevoerd, waaronder de vervanging van alle gevelplaten. Dit vanwege de sombere uitstraling die het gebouw zou hebben, maar ook voor de duurzaamheid. Bij de bouw was er nauwelijks (aandacht voor) isolatie. Probleem is dat men niet meer weet wie de originele gevelbeplating heeft geleverd en hoe; aldus begeleidend architect Adam Smit van ZZDP.